# Sirok

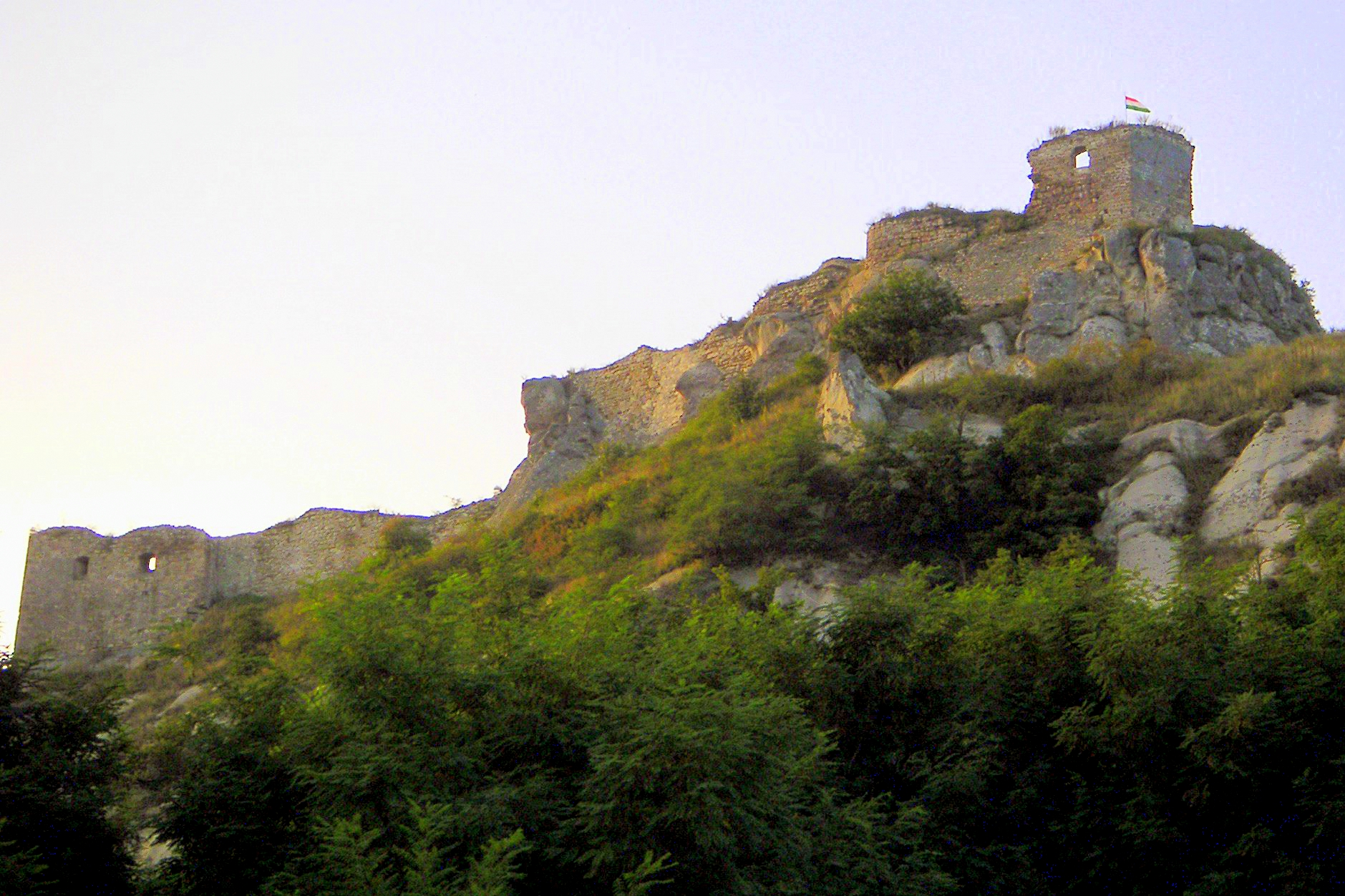
Ruiny zamku w Sirok

Sirok – wieś i gmina na Węgrzech, w górach Matra w pobliżu Egeru. Gmina liczy 1819 mieszkańców (styczeń 2011) i zajmuje obszar 63,39 km².

## Atrakcje turystyczne
Na wzgórzu nad wsią ruiny gotyckiego zamku z XIII wieku (zajętego w 1596 przez Turków). We wsi mieszkania wydrążone w skale tufowej, zamieszkane do XIX wieku. Jezioro torfowe Nyires, objęte ochroną od 1961.